# Cappadocia (Olaszország)
Cappadocia község (comune) Olaszország Abruzzo régiójában, L’Aquila megyében.

## Fekvése
A megye délnyugati részén fekszik. Határai: Camerata Nuova, Castellafiume, Filettino, Pereto, Rocca di Botte, Tagliacozzo és Vallepietra.

## Története
Első írásos említése a 12. századból származik. A következő századokban nemesi birtok volt. Önállóságát a 19. század elején nyerte el, amikor a Nápolyi Királyságban felszámolták a feudalizmust. Korabeli épületeinek nagy része az 1915-ös földrengéskor elpusztult.

## Népessége
A népesség számának alakulása:

## Főbb látnivalói
- San Biagio e Santa Margherita-templom